# Maryland (filme)
Maryland é um filme de drama estadunidense de 1940 dirigido por Henry King e estrelado por Walter Brennan e Fay Bainter.

## Elenco
- Walter Brennan como William Stewart
- Fay Bainter como Charlotte Danfield
- Brenda Joyce como Linda
- John Payne como Lee Danfield
- Charles Ruggles como Dick Piper
- Hattie McDaniel como tia Carrie
- Marjorie Weaver como Georgie Tomlin
- Sidney Blackmer como Spencer Danfield
- Ben Carter como Shadrach
- Ernest Whitman como Cara de Cachorro
- Paul Harvey como Buckman
- Spencer Charters como juiz